# Tarapita
Tarapita war Anfang der 1920er Jahre eine literarische Bewegung der estnischen Literatur.
Sie war in den Jahren 1921/22 aktiv, hatte aber erheblichen Einfluss auf die Literaturszene in Estland. Ihr gehörten fast alle namhaften jungen Autoren der Zeit an. Tarapita ist nach dem mythologischen Gott Tharapita der heidnischen Esten benannt.
Das Manifest der Gruppe stammt aus der Feder von Johannes Semper. Es prangert die Missstände des Kapitalismus und die geistige Verarmung an.
Das Manifest unterschrieben Artur Adson, August Alle, Jaan Kärner, Albert Kivikas, Johannes Semper, Gustav Suits,  Aleksander Tassa, Friedebert Tuglas, Marie Under und Johannes Vares-Barbarus.
Tarapita war in gewisser Weise ein literarisches Zerfallsprodukt der 1917 entstandenen Bewegung Siuru. Die Literatengruppe Tarapita verstand sich als kulturpolitische Bewegung. Sie trat kurz nach Erlangung der estnischen Selbstständigkeit 1918 für eine stärkere Rolle von Kultur und Literatur in der estnischen Gesellschaft ein. Im Gegensatz zu Strömungen der estnischen Literatur wie Noor-Eesti trat bei Tarapita das Einstehen gegen die sozialen Ungerechtigkeiten in den Vordergrund. Die Sozialethik sollte ins Zentrum des Schreibens und Handels gerückt werden. Gefühle traten gegenüber einer bewussten Analyse zurück. Als Jugendbewegung spielten Fragen der Bildung und der Zukunftsperspektiven eine Rolle. Konservative Politiker warfen Tarapita Parteinahme für sozialistische Ideen oder gar für die Sowjetunion vor.
1921 unternahm Tarapita eine literarische Rundreise durch Estland mit literarischen Werken und programmatischen Reden. Friedebert Tuglas gab ab September 1921 die einflussreiche Zeitschrift Tarapita heraus. Sie erschien bis zum Dezember 1922.